# Lekki ból
Lekki ból (oryg. A Slight Ache) – dramat autorstwa noblisty Harolda Pintera napisany w 1958 i wydany w 1961 w Londynie. Zaliczany jest do nurtu teatru absurdu oraz komedii zagrożeń.

## Przedstawienia
W 1959 w Wielkiej Brytanii na podstawie "Lekkiego bólu" nagrano słuchowisko. Prapremiera sztuki miała miejsce 18 stycznia 1961 w londyńskim Arts Theatre. Przekład polski, autorstwa Bolesława Taborskiego, ukazał się drukiem w londyńskim piśmie emigracyjnym o nazwie "Oficyna poetów" w maju 1976. Polska premiera Lekkiego bólu odbyła się 12 czerwca 1970 w zielonogórskim Teatrze Lubuskim w reżyserii Jerzego Hoffmana. Trzy miesiące później dramat został wystawiony w Teatrze Dramatycznym w Warszawie. Spektakl ten reżyserował Jan Bratkowski. W 1980 w Lublinie sztukę ponownie reżyserował Hoffman.

## Zarys fabuły
Głównymi bohaterami "Lekkiego bólu" są Edward i Flora, starsi (lub w średnim wieku), zamożni ludzie żyjący w nieudanym, przesiąkniętym rutyną małżeństwie. Mieszkają w wiejskiej rezydencji z dużym ogrodem na angielskiej prowincji. Edward zajmuje się pisaniem esejów filozoficznych, religijnych i podróżniczych, jednak prawdopodobnie robi to dla zabicia czasu, ponieważ eseje nie przynoszą wielkiego dochodu. Spokojne życie głównych bohaterów zakłóca pojawienie się tajemniczego sprzedawcy zapałek, który zjawia się przed ich domem. Edward i Flora zaniepokojeni stałą obecnością przybysza, zapraszają go do swojej posiadłości, aby dowiedzieć się więcej na jego temat. Sprzedawca zapałek, chociaż jest postacią niemą i niewidomą, celowo lub nie, ujawnia ukryte i podświadome kompleksy małżeństwa, oraz ich wyrzuty sumienia, co prowadzi do dezintegracji ich osobowości.